# Mary Maude
Mary Maude es una actriz británica de cine y televisión. Tuvo un papel relevante en La residencia (1969), primera película para el cine de Narciso Ibáñez Serrador. Con tan solo alguna experiencia previa en televisión, Maude sustituyó a la italiana Serena Vergano en el papel de Irene, ayudante de la Sra. Fourneau (Lilli Palmer).
Posteriormente, coincidió con Burt Lancaster y Alain Delon en el largometraje Scorpio (1973), dirigido por Michael Winner, y se dedicó principalmente a la televisión. Intervino en un total 
en 24 títulos para cine y televisión entre 1962 y 1991.

## Filmografía parcial

### Cine
- La residencia, de Narciso Ibáñez Serrador (1969) ... en el papel de Irene
- La prueba del terror (1971) ... en el papel de Millie
- Man at the Top (1973) ... en el papel de Robin Ackerman
- La muerte incierta (1973) ... en el papel de Brenda
- Scorpio, de Michael Winner (1973) ... en el papel de Anne
- Double Exposure (1976) ... en el papel de Nicki
- Terror (1978) ... en el papel de Lady Garrick

### Televisión
- Katy (1962)
- Crossroads (1964)
- Ejército secreto (1968)
- Freewheelers (1968-1969)
- Las cuatro plumas (1978)
- A Traveller in Time (1978)
- Dick Turpin (1979)
- L for Lester (1982)
- Policía de barrio (1990)
- Lovejoy (1991)
- Bread (1991)